# Libertação da Bulgária

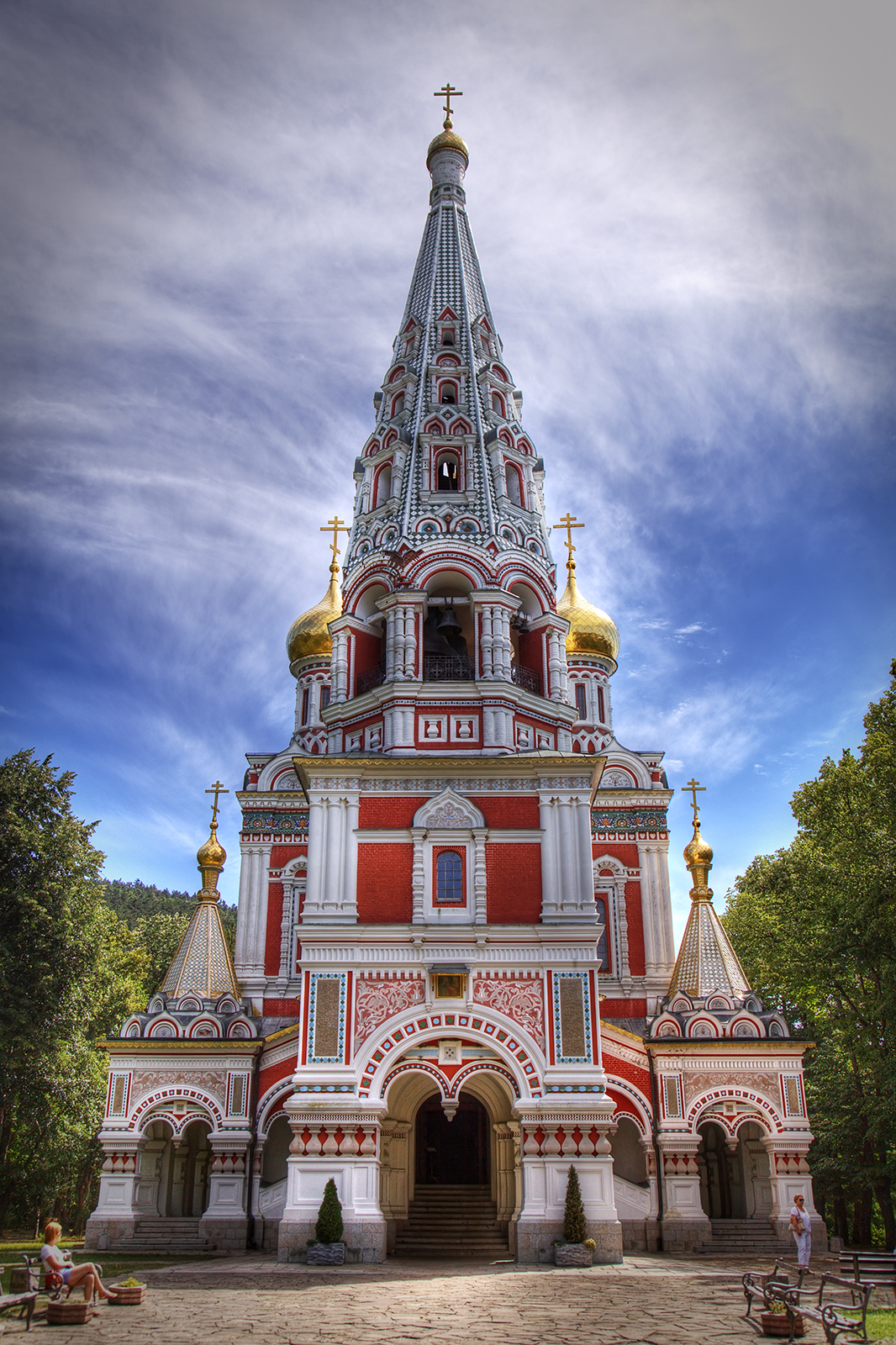
A igreja foi erguida em memória do evento.

A libertação da Bulgária (em búlgaro:  Освобождение на България) abrange eventos relacionados à restauração do estado medieval da Bulgária. 
Isso aconteceu após o despertar nacional da Bulgária, que levou ao reconhecimento do exarchat búlgaro (1870) e à organização da revolta de Abril (1876). A revolta deu uma razão à Rússia para iniciar a Guerra russo-turca de 1877–1878.
A última fase deste processo histórico foi caracterizada por um forte antagonismo búlgaro-grego (de meados do século XIX), dada a luta pelo patrimônio otomano e medieval nos Balcãs, e em particular pela Macedônia.
O Dia da Libertação Nacional é comemorado em 3 de março, o dia do Tratado de Santo Estêvão.